# McNab
McNab is een plaats (town) in de Amerikaanse staat Arkansas, en valt bestuurlijk gezien onder Hempstead County.

## Demografie
Bij de volkstelling in 2000 werd het aantal inwoners vastgesteld op 37.
In 2006 is het aantal inwoners door het United States Census Bureau geschat op 74, een stijging van 37 (100,0%).

## Geografie
Volgens het United States Census Bureau beslaat de plaats een oppervlakte van
0,9 km², geheel bestaande uit land. McNab ligt op ongeveer 98 m boven zeeniveau.

## Plaatsen in de nabije omgeving
De onderstaande figuur toont nabijgelegen plaatsen in een straal van 24 km rond McNab.